# سرزمین جوانان
جوانانستان (به هندی: Youngistaan) یا سرزمین جوانان (به انگلیسی: Land of the young) فیلمی هندی محصول سال ۲۰۱۴ و به کارگردانی سید احمد افضل است. در این فیلم بازیگرانی همچون جکی بگنانی، نها شارما، فاروغ شیخ، دیپانکار ده، میتا واشیشت، بومان ایرانی و شاهرخ خان ایفای نقش کرده‌اند.